# Reynette

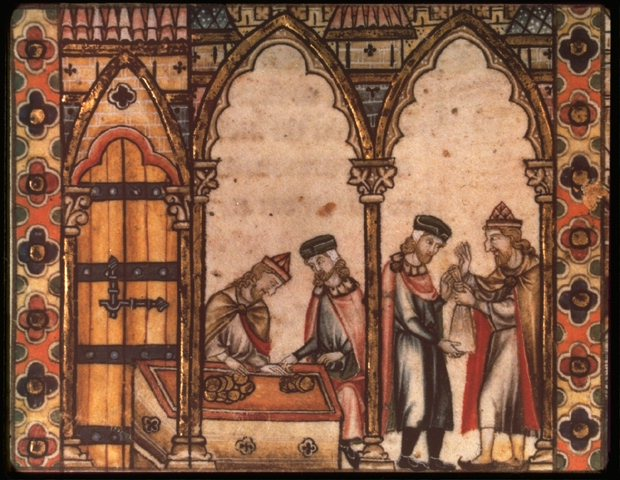
Mittelalterliche Illustration von jüdischen Geldverleihern in Frankreich. In der christlichen Bildkunst war der Judenhut das Kennzeichen für Juden. Ab Mitte des 13. Jahrhunderts und verstärkt im 14. Jahrhundert kam eine physiognomische Markierung – mittels Zerrbild vom hässlichen Juden u. a. mit Hakennase und wulstigen Lippen – hinzu. Dies wurde bis ins Spätmittelalter und in die Jetztzeit fortgeführt.

Reynette von Koblenz, auch Reyne, Reynette von Münstermaifeld, Reynette Bonenfant (Gutkind) (* um 1340; verst. zw. 1394 und 1397) dominierte als Geldverleiherin über ein Vierteljahrhundert den jüdischen Kapitalmarkt am Mittelrhein. Daneben war sie auch als Immobilien- und Weinhändlerin tätig. Die Koblenzer Geschäftsfrau führte ein für eine Jüdin im Spätmittelalter sehr typisches Leben.
Erwerbstätige Jüdinnen brachten den Unterhalt für ihre Familien sehr oft ganz allein auf, damit ihre Ehemänner lebenslang und ungestört die Torah an einer Jeschiwa studieren konnten. Gemessen an ihrem finanziellen Erfolg stand sie auf einer Stufe mit dem damals wichtigsten Geldgeber Frankfurts, der Jüdin Zornline. Als Witwen waren die beiden Frauen dann noch erfolgreicher. Im gesamten Rheinland gab es nur sehr wenige männliche Juden, die ihnen in dieser Hinsicht überhaupt das Wasser reichen konnten. Reynette und Zornline markieren sehr eindrucksvoll eine Wende der aschkenasischen Judenheit des Mittelalters, die sich auch mit der Abschaffung der Benachteiligung von Frauen im Ehe- und Erbrecht auszeichnete. 1385 waren in Nürnberg fünf der 30 jüdischen Geldleiher Frauen, darunter die Witwen Gutta und Jut.

## Leben

### Herkunft
Ihr Name Reynette bzw. Reyne deutet auf eine Herkunft aus dem damaligen Gallien, also aus dem Gebiet des heutigen Frankreich hin. Sie war vermutlich eine Nachfahrin jener Juden, die im Jahre 1306 vom französischen König Philipp IV. aus dessen Kron- und Lehnslanden vertrieben worden waren.

### Münstermaifeld und Koblenz
Erstmals in den Quellen erwähnt wird Reynette im April 1358 zusammen mit ihrem Ehemann Leo in Münstermaifeld in Kurtrier als Geld- und Pfandleiher. Über ihren Ehemann – in den Quellen auch Lewe oder Levin genannt – ist wenig bekannt. Möglicherweise war er mit „Lewen judeum gallicum“, dem gallischen Juden Lewe, identisch, der 1333 mit seiner Familie in Vallendar aufgenommen wurde. Erstmalig in Münstermaifeld ist er im November 1355 „als Jude des Trierer Erzbischofs“ nachgewiesen. Da sich in Koblenz wesentlich bessere Erwerbsmöglichkeiten boten, wechselte das Paar wenig später seinen Wohnort. März 1361, also nur wenige Jahre nach der Katastrophe der Pestverfolgung von 1349, gewährte Leo als Koblenzer Bürger jüdischen Glaubens der Stadt Andernach einen Kredit in Höhe von 200 Gulden. Bis zu Leos Tod 1365/6 sind zwölf Schuldverschreibungen von Andernachern erhalten mit einem Gesamtbetrag von fast 2000 Gulden und einem Jahreszins von über 70 %. Leo war damit der Hauptkreditgeber der Stadt.

### Nach Leos Tod
Reynettes geschäftlicher Erfolg resultierte im Wesentlichen aus ihren Geschäften mit der Stadt Andernach. Nach Leos Tod baute Reynette das Geschäft aus. 1369 war sie als erste Koblenzer Geldverleiherin in der Lage, einen Kredit von 1000 fl. zu vergeben. Die Andernacher Bürgerschaft stand zu der Zeit mit 1600 fl. bei ihr in der Kreide. Drei Jahre später waren es bereits 8000 fl. und der Stadt drohte Zahlungsunfähigkeit, die vermittels eines Beauftragten des Trierer Erzbischofs abgewendet werden konnte. Den Bürgern wurde erlaubt, ihre Schulden in Naturalien, besonders Wein, abzutragen.  Reynettes Geldgeschäfte mit der Stadt dauerten bis Ende der 1370er Jahre an.

### Reynette Bonenfant (Gutkind)
An Reynettes Selbständigkeit änderte sich auch nichts, als sie spätestens 1377 Moses, den Sohn des 1351 in die Stadt aufgenommenen Jakob aus der einflussreichen Familie Bonenfant, heiratete. Moses verfügte wie sein Vater über rabbinische Kenntnisse, seinen Lebensunterhalt aber verdiente er sich nicht als Lehrer, sondern mit kleineren Geldgeschäften vorwiegend in Oberlahnstein. An größere Kreditoperationen traute er sich meist nur im Verbund mit seiner Frau. Reynette blieb nach außen hin der eindeutig dominierende Teil dieser Partnerschaft. Moses machte die Rollenverteilung öffentlich, indem er mit „ich Moisse, Reynetten man“ unterzeichnete. Er tätigte auch Geschäfte, wenngleich in einem wesentlich bescheideneren Maße.
Gewinnträchtiger und weniger risikobehaftet, da mit zuverlässigeren Sicherheiten versehen, war das Geschäft mit  Adolf I. von Nassau, der die Mainzer Erzbischofswürde anstrebte und 1381 auch erreichte. Dieser brauchte für seine territorialpolitischen Auseinandersetzungen mit den rheinischen Pfalzgrafen beständig Bargeld, so das Reynette Bonenfant mehrere tausend Gulden investieren konnte und als Sicherheit die Einnahmen des Mainzer Zolls aus Oberlahnstein erhielt.
Bei 60 von 132 in Koblenz belegten Kreditgeschäften lagen die Summen zwischen 1000 fl. und 8000 fl., wobei ihre Kunden neben den Genannten noch Grafen, Edelherren, Stiftskleriker, Ritter und städtische Ministeriale waren. Die zweite Judenschuldentilgung König Wenzels 1390 veranlasste den Trierer Erzbischof Werner von Falkenstein in die über 30 Jahre ungehinderten jüdischen Geldgeschäfte einzugreifen um bspw. Zinsreduzierungen zu erreichen. Reynette Bonenfant war zu der Zeit nur noch gelegentlich aktiv, und ihre Tochter Mede, die den gleichen Beruf ausübte, hatte sich bereits an den Oberrhein abgesetzt. 1418 vertrieb Falkensteins Nachfolger Otto von Ziegenhain die Juden aus dem Erzstift. Um 1430 verschuldete sich Koblenz bereits erneut bei Juden. Sie konnten ab 1518 dann wieder dort leben.

### Kinder
Bekannt ist die Tochter Mede. Sie lebte unter dem Schutz des Mainzer Erzbischofs 1387 in Bingen und heiratete dort Eheschließung Lieser von Straßburg. Ab 1390 lebte sie wieder im Trierer Erzstift. Am 1. Januar dieses Jahres erhielt das Paar von Erzbischof Werner von Falkenstein das Recht, sich mit Kindern und Gesinde für zunächst drei Jahre in Oberwesel gegen einen jährlichen Schutzzins von 35 Gulden häuslich niederzulassen. Darauf und auf ihre Erbansprüche verzichtete Mede. Sie zog es vor, als freie Jüdin in Köln und später im kurmainzischen Bingen, später Speyer zu leben. Medes Ehemann Lieser jedoch trat für sich und seine noch unmündige Tochter Trinlin das Erbe Reynettes an, auch wenn er dafür seine Freiheit aufgeben musste. Er wurde erbeigener Jude des Trierer Erzstifts.

## Historische Einordnung

### Damalige Kreditbedingungen
Der Jahreszinssatz der Kredite betrug seinerzeit etwa 50 %. Verstrich die Rückzahlungsfrist waren weitere Zinsen zwischen 43 und 72 % fällig. Die Laufzeit stieg mit der Höhe des Kreditrahmens von zwei Wochen auf mehrere Jahre bei dann exakt festgelegten Teilrückzahlungssummen und -terminen. Als Sicherung der Darlehen waren neben Rüstungen, Waffen, Kleidern, Schmuck und Anteilen an Zolleinkünften auch immobile Güter, so dass Reynette Bonenfant auch als Immobilienhändler tätig war. Im Mittelrheingebiet wurden auch Erträge der Weinlese in Fuder (1 Fuder = 800–1800 Liter) oder deren Einkünfte in Pfand genommen.

### Gleichstellung der Frau im jüdischen Erb- und Eherecht
Die Rabbinen entschieden mit Beginn des 14. Jahrhunderts, dass auch Frauen erben können. Der Impuls für die Erbrechtsänderung ging vermutlich von den gallo-romanischen Juden aus, in deren ehemaliger Heimat selbständige weibliche Geldverleiherinnen schon seit geraumer Zeit keine Seltenheit waren. Die Einzelfamilie gewann zunehmend an Bedeutung. Bedingt durch die besondere rechtliche Entwicklung gewann die jüdische Familie nunmehr auch als wirtschaftliche Kleinstorganisation eine wesentlich größere Geltung.

### Zeit der Finsternis
Aufschlussreich für das christlich-jüdische Verhältnis im Mittelalter ist folgendes: Reynette lieh dem Burggrafen Daniel auf Lahneck bei Oberlahnstein (damals im Besitz des Mainzer Erzbischofs) Geld und notierte auf der Schuldurkunde als Termin für die Rückzahlung auf Hebräisch „Zeit der Finsternis“, während der deutsche Text der Urkunde Maria Lichtmeß angab. Der Ausdruck Zeit der Finsternis wurde von ihr ganz bewusst gewählt. Es war die Antwort auf antisemitische Attitüden der Christen, wie u. a. die „Gottesmutter“ als „Jungfrau“ Maria zu verehren und Kerzen anzuzünden, wohingegen jeder Jude damals wusste, dass im Original (hebräischer Text) junge Frau stand. So wie die Juden in ihrer internen antichristlichen Polemik die „jungfräuliche Gottesmutter“ bisweilen mit wenig schmeichelhaften Attributen beehrten, so fanden sie für das christliche Fest Mariä Lichtmeß keine passendere Bezeichnung als eben die „Zeit der Finsternis“. Die Bezeichnung „bis zur Zeit der Finsternis“ war auch auf drei weiteren Urkunden anderer Geldverleiher notiert.